# 황주 황보씨
황주 황보씨(黃州皇甫氏)는 황해북도 황주군을 본관으로 하는 한국의 성씨이다. 시조 황보제공(皇甫悌恭)은 고려 태조 때 태위(太尉)를 역임했다. 그의 딸은 신정왕후이다.

## 역사
황주 황보씨(黃州皇甫氏)의 시조 충의공(忠義公) 황보제공(皇甫悌恭)은 후고구려 패강진(浿江鎭) 일대의 호족이었으며, 고려 태조 때 태위(太尉)를 역임했다. 그의 딸은 고려 태조의 왕비 신정왕태후이다.

## 본관
황주(黃州)는 황해도 중앙 북단에 위치하는 황주군 일대의 지명이다. 고구려 때는 동홀(冬忽) 또는 동어홀(冬於忽)이라 불렸고, 757년(신라 경덕왕 16)에 취성군(取城郡)으로 개칭되었다. 고려 건국 전 태봉 무렵에 황주(黃州)로 바꾸었고 983년(성종 2) 황주목이 되었고, 993년(성종 12)에는 절도사(節度使)를 두었으며 천덕군(天德郡)이라 부르며 관내도(關內道) 관할로 두었다. 1012년(현종 3) 안무사(安撫使)를 두었다가 다시 목으로 개편하여 서해도(西海道)에 예속하였고 1217년(고종 4)에 지고령군(知固寧郡)으로 강등되었다. 1269년(원종 10) 원(元)나라의 동녕부(東寧府)에 속하였고, 1290년(충렬왕 6) 서북면으로 관을 옮겼으며 1356년(공민왕 5)에 다시 황주목(黃州牧)으로 환원되면서 서해도에 이관되었다. 조선 세조 때에 진(鎭)을 두어 2도호부, 6군, 5현 등을 관할하였다. 1895년(고종 32) 지방제도 개정으로 평양부 황주군이 되었다가, 1896년 황해도 황주군으로 개편되었다. 1937년 황주면이 읍으로 승격하였다.

## 인물
- 황보유의(皇甫兪義) : 내사문하평장사(內史侍郞同內史門下平章事)
- 황보금산(皇甫金山) : 고려 태조 때 대상(大相)
- 황보위광(皇甫魏光) : 고려 광종 때 좌윤(佐尹)
- 황보광겸(皇甫光謙) : 고려 광종 때 재상
- 황보영(皇甫穎) : 고려 정종(靖宗) 때 평장사
- 황보양(皇甫讓) : 고려 문종~인종 때 어사잡단(御史雜端)
- 황보허(皇甫許) : 고려 예종 때 전중시어사(殿中侍御史)

## 고려 왕실과의 인척 관계
- 신정왕태후(神靜王太后) : 고려 태조의 왕비. 본관은 황주. 아버지는 태위 삼중대광(太尉三重大匡)이며 충의공(忠義公)에 추증된 황보제공(悌恭)이다. 태조 즉위 후 두 번째로 왕비가 되었다. 비의 고향 황주는 신라시대 패강진(浿江鎭)지역에 속하며 신라 국경수비의 육군이 집중되어 있던 곳이다. 태조는 이처럼 요충지 호족(豪族)의 딸을 왕비로 맞이함으로써 자신의 지원세력을 더욱 강화할 수 있었을 것이다. 실제로 태조 사후의 왕실간 세력다툼에서 황보씨계의 왕자·왕녀는 신명왕후(神明王后) 유씨계(劉氏系)와 혼인관계를 맺으면서 왕실내의 유력한 세력으로 부상할 수 있었다. 태조와의 사이에 왕자 대종(戴宗)욱(旭)과 대목왕후(大穆王后)를 낳았다. 외손은 경종(景宗)이며, 친손은 성종(成宗)이다. 성종은 어려서 어머니를 여의고 할머니인 신정왕후(神靜王后)밑에서 자랐다.

## 과거 급제자

#### 고려 문과
- 황보허(皇甫許) : 고려 예종(睿宗) 1년(1106년) 병술(丙戌) 병술방(丙戌榜) 을과(乙科) 1위[壯元]

#### 무과
황보규(皇甫珪) 황보빈(皇甫贇) 황보상(皇甫尙) 황보영(皇甫嶸) 황보준(皇甫峻) 황보흥(皇甫興)

#### 진사시
- 황보찬(皇甫瓚, 1796년생) : 사마시(司馬試) 고종4년(1867) 식년시 삼등(三等)

## 집성촌
1930년대 황해도 황주군 인교면 인제리에 122가구가 살고있는 것으로 조사됐다.

## 인구
2000년 기준 황보(皇甫)씨의 인구는 9,148명이다. 이 중 영천 황보씨가 2,806가구 8,877명, 황주 황보씨는 79가구 258명이다.

## 같이 보기
- 황보 (성씨)
- 영천 황보씨